# Safareigs del Puig
Els Safareigs o Safaretjos del Puig són al carrer Baixada d'en Puig, 22 de Sant Feliu de Guíxols. És bàsicament una coberta d'estructura metàl·lica, oberta a un pati tancat, que acull el sistema de safareigs públics construïts per l'Ajuntament a principi del segle xx. Van tancar el 1980 i el 2014 van reobrir com un espai històric que serveix també com lloc de trobada per al món associatiu local.

## Història
Durant els primers anys del segle xx (1906-1908) es té la idea de construir uns rentadors públics a Sant Feliu de Guíxols per disposar d'un lloc segur on es pogués rentar la roba «procedente de atacados de enfermedades infecciosas». A la sessió de 24 de maig de 1904 l'Ajuntament va aprovar de dotar-se d'un edifici d'aquestes característiques degut a una forta epidèmia de xarampió que patia la ciutat, però el tema s'anà posposant durant els següents anys.

### La construcció
No va ser fins a l'any 1908 que es va decidir l'emplaçament d'aquest nou servei públic, el 6 d'agost d'aquell mateix any s'acorda comprar el solar a l'industrial Generós Pascual Batalla, un solar de gairebé 16.000 pams quadrats i que costà 7.954 pessetes i 95 cèntims. Aquest solar al sector del Puig o Puig Marí era delimitat per tres carrers i un altre solar del propi Generós Pascual: carrer del Sol (pel nord), carrer de la Lluna (pel sud), carrer de la Penitència (a l'oest).
A la tardor de 1908 ja es disposava dels plans de l'edifici projectat per l'arquitecte municipal General Guitart i Lostaló, responsable del planejament general del municipi de l'any 1897 i responsable d'edificis singulars de Sant Feliu de Guíxols com el Casino de la Constància. La idea de l'arquitecte era fer un edifici amb cinc safareigs que acollís a 70 o 80 persones.
Les obres de construcció es van adjudicar el 9 de gener de 1909 per subhasta pública a l'única proposta presentada a concurs pel mestre d'obres Joan Darder Palahí, veí de Sant Feliu de Guíxols pel preu de 12.588 pessetes i 85 cèntims.

### El funcionament original
Els safareigs s'inauguren pels volts de març de 1910 però encara quedaven molts detalls per acabar, que podrien ser deguts al fet que el cost de les obres van superar de llarg el pressupost. Un cop obertes les instal·lacions l'Ajuntament va prohibir de rentar la roba a la riera del Monestir, lloc on fins aquell moment les dones del poble solien fer-lo. Així ho van fer les àvies, filles i netes durant més de setanta anys fins que l'any 1980 els safareigs van deixar de donar servei.
L'Ajuntament designà Pepita Tubert com a encarregada amb dret d'habitatge i sou de 200 pessetes al mes per a mantenir la instal·lació. Per aquesta raó a l'extrem esquerre de l'edificació es va fer l'habitació de la senyora encarregada del manteniment,  al lloc del cinquè safareig que es va suprimir. Aquesta feina va estar lligada a la familia, quan va morir l'àvia va agafar el relleu la seva filla Catalina Villanueva ajudada pel seu pare Jaume Villanueva, treballador de la brigada i conegut com «el manyo». També ajudà a la Catalina el seu marit Joan Darder.
A les 8 del matí s'obrien els safareigs per rebre les rentadores que hi anaven cada dia. I cada nit, després del seu tancament a les 6 de la tarda, es fregaven les instal·lacions amb un raspall d'espart i el terra s'esbandia amb aigua sabonosa.
A principi del segle xx es feia arribar l'aigua del Monestir per una conducció que pujava pel carrer de la Penitència de l'altura del carrer dels Metges. Es tractava d'aigua de mar procedent d'un pou situat a sota del campanar de l'Ajuntament que es filtrava i es feia arribar per un sistema de bombeig a una torre (ara ja derruïda) situada darrere del Monestir i que era distribuïda des d'allà a diferents serveis municipals.
Durant la Guerra Civil els safareigs van rebre el cop de les bombes de l'aviació franquista que varen ocasionar uns danys de 12.000 pessetes, segons l'informe municipal.

### Ocàs i nova vida
El 1980 la instal·lació va tancar i durant més de trenta anys va ser abandonada.
A la primavera de 2011, durant tres jornades de participació ciutadana celebrades a la Casa Irla, es va cercar quins usos nous per donar als safaretjos. Tohom hi podia opinar sobre les propostes i aportar noves idees. Els debats eren dirigits per l'equip del Pla de Barris, dinamitzadors de la participació.
Els veïns eren partidaris de mantenir l'espai amb la mínima intervenció, però amb la intenció de dotar-lo d'un ús cívic polivalent. L'aposta consistia a rehabilitar els safaretjos i que d'alguna manera els permetessin explicar als visitants com i per què històricament aquest espai va servir.
Es va cercar una solució arquitectònica que permetés el pas entre els dos indrets i fer-ne un espai choherent. Durant la tercera reunió es va apostar per un equipament sostenible amb fonts d'energia renovable i es va demanar que el conjunt arquitectònic i històric quedessin intactes. Així doncs, s'apostava per mantenir l'estructura de bigues metàl·liques, els safareigs, les bancades, la màquina de vapor i el dipòsit de la zona més elevada.
El 29 d'agost de 2014 els safaretjos restaurats van ser inaugurats segons els plans dels arquitectes Xavier Palou i Toni Castella. A més de l'exposició i interpretació de les instal·lacions històriques, pot servir com a seu d'associacions veïnals i té un espai multiusos. En total hi ha un 214 m² d'espai útil.